# Rassemblement Wallon
Rassemblement Wallon (RW) fou un partit polític való fundat el 1968 per François Perin amb la intenció d'aplegar en un sol partit els diferents grups defensors del nacionalisme való: Moviment Popular Való (François Perin), Wallonie Libre (Simon Paque, Jean Pirotte), Renovation Wallonne (Robert Royer, Lucien Outers), Parti d'Unité Wallonne (Victor van Michel), Front Wallon (Robert Moureau), Parti Wallon (Fernand Massart) i d'altres independents. El catalitzador fou la divisió en dos de la Universitat de Leuven i la forta volada que anava prenent el nacionalisme flamenc. Alhora, demanava l'autogovern való i el federalisme de Bèlgica. Alguns membres del Moviment való no s'hi uniren perquè pretenien arrossegar a les reivindicacions valones als partits socialista (fort a Valònia), liberal i socialcristià. Es presentà per primer cop a les eleccions legislatives belgues de 1968 i va obtenir 5 diputats.
Des del 10 de febrer del 1968 es presentà a les eleccions amb el Front Democràtic dels Francòfons de Brussel·les. A les eleccions legislatives belgues de 1971, en les que els grans partits belgues se separaren per seccions lingüístiques, va obtenir 14 escons (el 20,8% dels vots valons), mentre que FDF va obtenir el 34,4% dels vots brussel·lesos. A les eleccions de 1974 va mantenir-se amb 13 regidors, i dos diputats seus, Jean Gol i Etienne Knoops, foren nomenats secretari d'estat per a l'economia regional valona i adjunt al ministeri d'afers econòmics.
A les eleccions municipals del 1976 va perdre força posicions als consistoris de Lieja, Mons i Charleroi davant el Partit Socialista. Aquest fet provocaria que el 1977 un sector del partit, dirigit per Jean Gol i François Perin, s'escindís i s'unís als liberals valons per a constituir el nou Parti de les Reformes et la Liberté de Wallonie (PRLW), mentre que la resta, encapçalat per l'economista democristià Paul-Henry Gendebien i Marcel Thiry, proposava un retorn a les fonts tot adoptant un nou programa fonamentat en el federalisme integral i l'autogestió.
A les eleccions legislatives belgues de 1977 va obtenir el 9,2% dels vots a Valònia i 5 escons, i inicia així el seu declivi polític, ja que es reduïren a 4 escons a les de 1978 i a dos a les de 1981. Poc després es produí l'escissió del Rassemblement Populaire Wallon (RPW) d'Yves de Wasseige i Jean-Emile Humblet, que el 1984 s'integraria en el Partit Socialista, mentre que Etienne Duvieusart (fill de J. Duvieusart) va constituir el Front Independantiste de la Wallonie.
Des del 1985 la seva presència s'ha reduït força, i només ha mantingut alguns regidors municipals. Aquell any va intentar el rellançament d'un Partit Való, dirigit per Jean-Claude Piccin, però no aconseguí el seu rellançament electoral. Els caps del partit, Fernand Massart, Marius Cohard i André Libert, en van mantenir una certa activitat, de la qual destaca el desembre de 1999 amb la creació del Rassemblement Wallonie-France-Rassemblement Bruxelles-France (RWF-RBF) sobre la base de col·laboració del RW d'André Libert amb Alliance Démocratique Wallonne (ADW) creada el 1985 dins el PSC per Paul-Henry Gendebien i el Mouvement Wallon pour le Retour à la France (MWRF) de Maurice Lebeau. El 2004, però, RW abandonà aquest projecte per a impulsar la llista electoral Wallon, amb molt poc ressò a les eleccions municipals de 2006. El 2008 va impulsar la federació independentista valona Unió per la Valònia.